# 小行星9442
小行星9442（英語：9442）是一颗围绕太阳公转的小行星。1997年4月2日，北京天文台施密特CCD小行星计划在兴隆发现了此天体。
这颗小行星的绝对星等为270.7921425990312等。